# NGC 782
NGC 782 (другие обозначения — ESO 114-15, AM 0155-580, IRAS01559-5801, PGC 7379) — спиральная галактика с перемычкой (SBb) в созвездии Эридан.
Этот объект входит в число перечисленных в оригинальной редакции «Нового общего каталога».
В галактике наблюдался взрыв сверхновой SN 2011eb.